# Ignacy Fournier
Ignacy Fournier (Furnier) herbu własnego (zm. w kwietniu 1790 roku w Warszawie) – rotmistrz i komendant Chorągwi Węgierskiej Laski Marszałkowskiej Koronnej od 1777 roku, nobilitowany w 1768 roku, porucznik Gwardii Pieszej Koronnej.